# Витешки фестивал Заштитници тврђаве
Међународни витешки фестивал Заштитници тврђаве  се одржава од 2017. године у Нишу, тачније Нишкој тврђави у организацији Витешке свебор дружине Змајева грива.

## О фестивалу
Фестивал је место окупљања витешких дружина које настоје да представе средњовековну културу и живот славних предака.
Окупљени унутар зидина Нишке тврђаве, ови витезови представиће посетиоцима фестивала средњовековну витешку опрему, технику израде оклопа, мача, лука и стреле, као и витешке појединачне и групне борбе.

## Пратећи садржај фестивала
Посетиоцима фестивала биће омогућено да гађају луком и стрелом, опробају се у јахању, прате турнир у средњовековном стреличарству, прошетају средњовековном пијацом, пробају витешко пиво и препусте се дружењу у витешком кампу.
Вечерњи програм фестивала обухвата културно-уметничке наступе, средњовековно певање, плес са ватром и борбе витезова.
Најмлађи посетиоци фестивала ће моћи да учествују у креативним радионицама, друже се са домаћим животињама и упознају се са средњовековним друштвеним играма.
У склопу фестивала је и свечани дефиле учесника центром града.
Учешће на фестивалу је узео већи број витешких дружина како из земље, тако и из иностранства, тако да турнир има и међународни карактер.